# Понте ди Таволе I (Кампобасо)
Понте ди Таволе I је насеље у Италији у округу Кампобасо, региону Молизе.
Према процени из 2011. у насељу је живело 105 становника. Насеље се налази на надморској висини од 575 м.